# Elisa Siragusa
Elisa Siragusa (Milano, 17 luglio 1986) è una politica italiana.

## Biografia
Nata a Milano, di origini pugliesi e siciliane. Alle elezioni politiche del 2018 viene eletta deputata della XVIII legislatura della Repubblica Italiana nella circoscrizione Estero / Europa per il Movimento 5 Stelle. Laureata in Scienze Statistiche ed Economiche, al momento dell'elezione era residente a Londra.
È componente dei seguenti organi parlamentari: I Commissione Affari Costituzionali, della presidenza del consiglio, e interni dal 17 febbraio 2022; Giunta delle Elezioni dal 17 luglio 2018. In precedenza ha fatto parte della III Commissione Affari esteri e comunitari dal 27 luglio 2018 al 16 giugno 2021; XI Commissione Lavoro pubblico e privato dal 21 giugno 2018 al 22 luglio 2020; 
Nel novembre 2018 è tra i 19 deputati 5 stelle a firmare una lettera indirizata al proprio capogruppo Francesco D'Uva, dove si chiede le modifiche al testo del Dl "Sicurezza", fortemente voluto dal ministro dell’Interno e vicepremier Matteo Salvini.
Tramite Facebook, annuncia di schierarsi per il «no» al referendum costituzionale del 20 e 21 settembre 2020, ricordando le ragioni per cui il Movimento 5 Stelle si è schierato per il «no» al referendum costituzionale del 4 dicembre 2016 sulla riforma Renzi-Boschi.
Il 23 novembre 2020 annuncia la sua uscita dal Movimento 5 Stelle e il suo passaggio al Gruppo misto. Dal 26 novembre 2020 al 22 febbraio 2021 fa parte, da indipendente, della Componente del Misto CD-Italiani in Europa, una componente tecnica a supporto del governo Conte II. Caduto tale esecutivo, esce dalla componente. 
Il 23 gennaio 2022 si iscrive a Europa Verde entrando a far parte dell'omonima componente il 10 febbraio.